# Жибекши
Жибекши (каз. Жібекши) — упразднённое село в Жетысайском районе Туркестанской области Казахстана. Входило в состав Атамекенского сельского округа. 
Исключено из учётных данных в 2023 году.
Код КАТО — 514465580.

## Население
В 1999 году население села составляло 25 человек (13 мужчин и 12 женщин). По данным переписи 2009 года, в селе проживали 4 человека (3 мужчины и 1 женщина).